# Tirant lo Blanc (pel·lícula)
Tirant lo Blanc és una pel·lícula de 2006 dirigida per Vicente Aranda i basada en el llibre homònim de Joanot Martorell. Aquesta pel·lícula ha estat doblada al català.

## Argument
Es basa essencialment en els episodis de la novel·la de Joanot Martorell (final del segle xv) i té lloc a Constantinoble i referent als amors de l'heroi Tirant lo Blanc i de Carmesina, la filla de l'emperador romà d'Orient. Per raons de restriccions cinematogràfiques, la trama de Tirant lo Blanc no és del tot respectada. L'emperador de Constantinoble encarrega Tirant d'alliberar l'imperi grec dels turcs, cosa que fa. El desafiament següent serà per a ell de guanyar el tresor més car de la princesa Carmesina: en un món destrossat per la guerra, víctima de les ambicions dels combatents i de la lluita per al poder, el tresor més cobejat és la virginitat de la filla de l'emperador. Sobre el camp de batalla, Tirant és ajudat pels famosos almogàvers i en les lluites més secretes de les alcoves del palau imperial, ho és per les dames de la cort, la qual cosa explica el subtítol de la pel·lícula: «El complot de les dames».

## Repartiment
- Casper Zafer: Tirant lo Blanc
- Esther Nubiola: Carmesina
- Victoria Abril: la Vídua Reposada
- Leonor Watling: Plaerdemavida
- Ingrid Rubio: Estefània de Macedònia
- Charlie Cox: Diafebus
- Giancarlo Giannini: l'emperador
- Jane Asher: l'emperadriu
- Sid Mitchel: Hipòlit
- Rafael Amargo: el gran Soldà

## Al voltant de la pel·lícula
- La pel·lícula va ser presentada a València el 30 de març de 2006
- Va estrenar-se a 264 sales espanyoles el 7 d'abril de 2006.
- Es va presentar fora de selecció al Festival Internacional de Cinema de Canes, el 21 i 22 de maig de 2006.
- Es va presentar en el Festival Internacional de Cinema de Venècia.